# 하동만
하동만(河東萬, 1950년 12월 7일 ~ )은 대한민국의 제17대 특허청장을 지낸 공무원이다. 본관은 진주이며, 출생지는 전라남도 진도군이다.

## 학력
- 용산고등학교 졸업
- 성균관대학교 행정학 학사
- 서울대학교 환경대학원 수료
- 위스콘신매디슨대학교 대학원 공공정책학 석사
- 성균관대학교 대학원 정책학 박사과정 수료

## 경력
- 1973년 제13회 행정고시 합격
- 1992년 경제기획원 대외경제총괄 과장
- 1994년 경제기획원 대외경제심의관
- 1995년 재정경제원 주중한국대사관 재정경제관
- 1998년 통계청 통계정보국장
- 1998년 국무총리 국무조정실 산업심의관
- 1999년 국무총리 국무조정실 재경금융심의관
- 2001년 국무총리실 경제조정관
- 2003년 제17대 특허청장
- 2005년 전국경제인연합회 전무
- 2006년 대한적십자사 사회협력위원장
- 2007년 전남발전연구원장
- 2011년 남도학숙 원장
- 2014년 초당대학교 경영학과 초빙교수
- 2017년 전남대학교 객원교수

## 상훈
- 1984년 녹조근정훈장
- 2002년 황조근정훈장

| 전임 김광림 | 제17대 특허청장 2003년 3월 4일 ~ 2004년 8월 31일 | 후임 김종갑 |